# Megasport Arena
Megasport Arena (även kallad Chodynka Arena. Det ryska namnet är Ледовый дворец спорта на Ходынском поле (на Ходынке)), är en inomhusarena i Moskva, Ryssland. Arenan är belägen på Chodynkafältet. Arenan har en kapacitet på 14 500 platser och den stod färdig i december 2006. I arenan spelades matcher i VM i ishockey 2007.